# Krugerův národní park

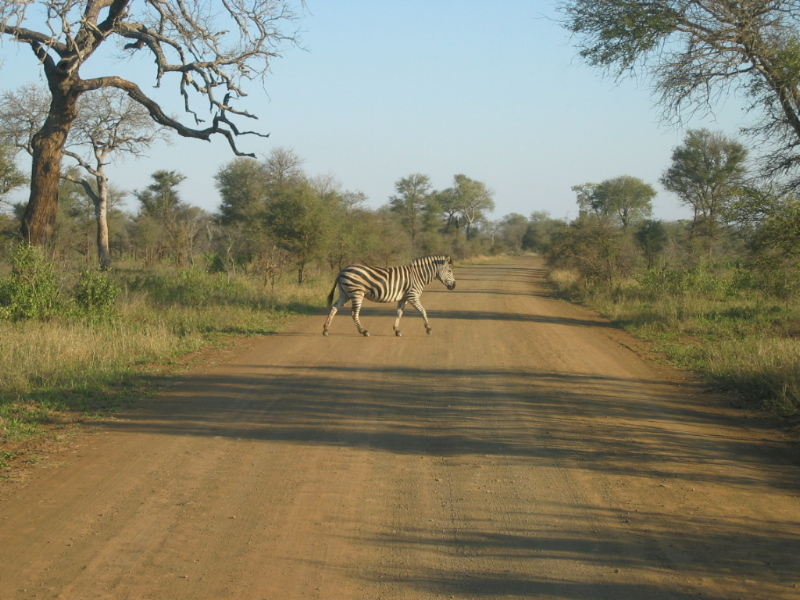
Zebra v Krugerově národním parku

Krugerův národní park je nejstarší africký park. První chráněné území na místě dnešního parku bylo vyhlášeno roku 1896 jako "vládní park divoké zvěře" později známý jako rezervace Sabie. Byl vyhlášen v roce 1902 a dnes je nejnavštěvovanější a nejznámější přírodní zajímavostí Jižní Afriky. Nese jméno búrského politika Paula Krugera. Je to vlastně malý stát - rozlohou srovnatelný s Walesem nebo Izraelem. Měří necelých 20 000 km² a nachází se v Transvaalu na hranicích s Mosambikem a Zimbabwe. Od Krokodýlí řeky na jihu k Limpopu na severu měří 350 km, je v něm 2400 km silnic a 24 kempů, ve kterých je možné přenocovat. Denně sem v sezoně přijíždí 3000 návštěvníků, z nichž většina se i ubytuje. Po cestách se může jezdit nejvýše rychlostí 40 nebo 50 kilometrů v hodině a na některých místech je dodržování předpisů kontrolováno. Po zakoupení vstupenky je každý návštěvník registrován počítačem. V 18 hodin musí být buď přihlášen a ubytován v některém tábořišti, nebo musí být venku za branou. Hledání opozdilců je nepříjemnou ostudou a musí se platit.
V kempech jsou připravena místa pro karavany, ubytovny, menší chatky a luxusní bungalovy s klimatizací. Postavit stan je možné, ale asi se s tím moc nepočítá. Množství zvěře je až nepředstavitelné. O Krugerově parku jsou vydávány knihy, zoologové i umělci tam pracují celý život. Vyskytuje se zde 137 druhů savců, 112 druhů plazů (z toho 50 hadů), 49 druhů ryb, 33 druhů obojživelníků, 227 druhů motýlů. Je to ráj pro ornitology - žije zde téměř 500 druhů ptáků, od malých snovačů až po pštrosy. Každoročně je prováděno letecké sčítání jednotlivých druhů zvěře. Nejhojnější jsou antilopy impaly, kterých zde žije asi 120 000. Zeber je zde 30 000, pakoní žíhaných 13 500, kudu velkých 10 500, vodušek 4000, prasat savanových a hrochů po 3000, antilop vraných 2000, antilop losích 1000.
Hojné jsou i velké šelmy - lvů je každoročně pozorováno 1500, 1000 levhartů, žijí zde i gepardi, hyeny a psi hyenovití.
Největším problémem v Krugerově parku nejsou ani návštěvníci, ani pytláci, ani šelmy, ale především sloni. Jejich stavy se neustále zvyšují a zvětšuje se i plocha zdevastované krajiny. Křovinatá buš se v místech, kde se vyskytují větší sloní stáda, mění v poušť, která jiné býložravce neuživí. Dochází k poklesu stavu i velmi vzácných druhů antilop, snižování počtu slonů odstřelem vyvolává protesty ochránců přírody.